# 奧特朗托海峽

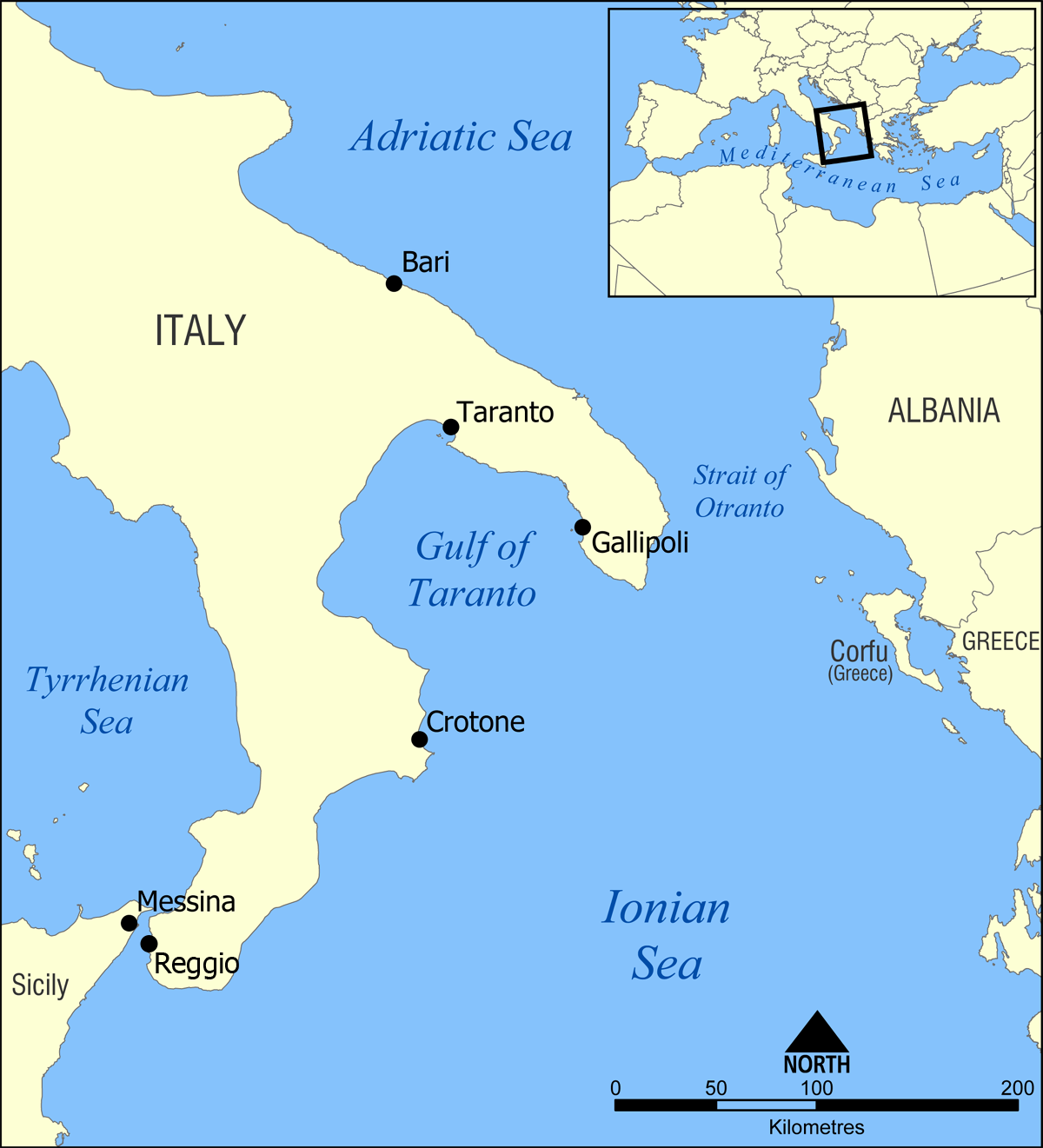
奧特朗托海峽

奧特朗托海峽是地處義大利布林迪西省與阿爾巴尼亞西岸地區之間的一個海峽。最窄處寬約85公里。奧特朗托海峽是地中海的愛奧尼亞海與亞德里亞海兩海的分隔界限，並且是連接兩海的唯一航道。海峽的名稱來自於沿岸的義大利城市奧特朗托。在第一次世界大戰中，協約國成員英國、法國和義大利曾經封鎖該海峽，以阻止奧匈帝國船艦進入。